# Molokaj
Molokaj (havajsko Molokaiʻi) je eden od osmih vulkanskih otokov, ki sestavljajo Havaje. Znan je tudi po nazivu »prijazen otok«. Je edini havajski otok, ki pripada dvem okrožjem (Maui County in Kalawao).

## Zgodovina
Leta 1795 je kralj Kamehameha I. osvojil otok po dolgi in krvavi bitki. Kasneje so otočani morali sekati gozdove in les nalagati na ladje. Leta 1899 je bil polotok Kalaupapa razglašen za karantensko postajo za gobavce. Belgijski duhovnik in misijonar sv. Damijan Jožef de Veuster ali Oče Damjan je skrbel za obolele vse do svoje smrti leta 1889.

## Gospodarstvo
Osnovna gospodarska dejavnost je kmetijstvo. Na otoku uspeva gojenje lubenic in semen.

### Turizem
Na otoku si je mogoče ogledati staro kolonijo gobavcev, ki prikazuje življenje in delo Očeta Damjana. Na južni obali je morje mirno in plitvo. Na vzhodni strani vzhodni obali, vzdolž avtoceste je nekaj lepih plaž. Najboljši plaži sta na zahodnem delu. To so Kawakiu in Papohaku Beach. V bližini Maunaloa je park Molokai Ranch Wildlife, kjer so divje živali iz Afrike.